# クズネツォフ NK-87
NK-87（ロシア語: НК-87）はソビエトのクズネツォフがクズネツォフ NK-86をベースに開発した低バイパスターボファンエンジンである。海洋環境において信頼性の高い動作を確保するため、耐腐食性と耐熱性コーティングを施している。1983年に最初のテストが行われ、1986年6月より国家試験を開始して同年に完成した。推力127.4 kN (28,600 lbf)。ルン級エクラノプランの動力である。